# Вилья-Герреро (муниципалитет)
Вилья-Герреро (исп. Villa Guerrero) — муниципалитет в Мексике, в штате Халиско, с административным центром в одноимённом городе. Численность населения, по данным переписи 2020 года, составила 5525 человек.

## Общие сведения
Название Guerrero дано в честь национального героя в борьбе за независимость Мексики — Висенте Герреро.
Площадь муниципалитета равна 673,3 км², что составляет 0,9 % от общей площади штата, а наиболее высоко расположенное поселение Ла-Меса находится на высоте 1900 метров.
Вилья-Герреро граничит с другими муниципалитетами штата Халиско: на востоке с Тотатиче, на юге с Чимальтитаном и Боланьосом, на западе и севере с Мескитиком, а также на севере граничит с другим штатом Мексики — Сакатекасом.

## Учреждение и состав
Муниципалитет был образован 30 апреля 1921 года, по данным 2020 года в его состав входит 51 населённый пункт, самые крупные из которых:
| Код INEGI                  | Населённый пункт                                                                              | Численность населения (2005 год) | Численность населения (2010 год) | Численность населения (2020 год) |
| -------------------------- | --------------------------------------------------------------------------------------------- | -------------------------------- | -------------------------------- | -------------------------------- |
| 115                        | Всего                                                                                         | 5182                             | 5638                             | 5525                             |
| 0001                       | Вилья-Герреро (исп. Villa Guerrero) 21°58′59″ с. ш. 103°35′48″ з. д. (административный центр) | 3503                             | 3869                             | 4023                             |
| 0008                       | Сан-Лоренсо-де-Ацкельтан (исп. San Lorenzo de Atzqueltán) 22°02′30″ с. ш. 103°44′05″ з. д.    | 303                              | 352                              | 280                              |
| 0048                       | Санта-Рита (исп. Santa Rita) 21°59′50″ с. ш. 103°36′15″ з. д.                                 | 140                              | 149                              | 154                              |
| 0035                       | Ла-Гуасима (исп. La Guásima) 22°07′08″ с. ш. 103°44′28″ з. д.                                 | 96                               | 117                              | 125                              |
| 0061                       | Охо-де-Агуа-де-Кардос (исп. Ojo de Agua de Cardos) 21°59′21″ с. ш. 103°33′50″ з. д.           | 118                              | 132                              | 119                              |
| 0040                       | Исольта (исп. Izolta) 22°00′38″ с. ш. 103°44′47″ з. д.                                        | 115                              | 111                              | 113                              |
| —                          | Прочие                                                                                        | 907                              | 908                              | 711                              |
| Названия на карте Генштаба |                                                                                               |                                  |                                  |                                  |

## Экономическая деятельность
По статистическим данным 2000 года, работоспособное население занято по секторам экономики в следующих пропорциях:
- сельское хозяйство, животноводство и рыбная ловля — 30,8 %;
- промышленность и строительство — 26,8 %;
- торговля, сферы услуг и туризма — 41,2 %;
- безработные — 1,2 %.

## Инфраструктура
По статистическим данным 2020 года, инфраструктура развита следующим образом:
- электрификация: 96,1 %;
- водоснабжение: 72,8 %;
- водоотведение: 93,3 %.